# Charles Burnell

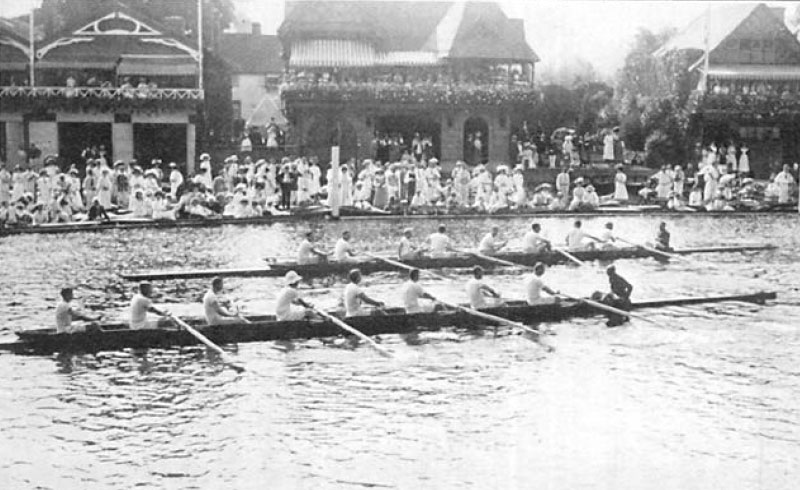
Olympische Spiele 1908: Der Achter des Leander Club gewinnt seinen Vorlauf gegen Ungarn

Charles Desborough Burnell DSO OBE, (* 13. Januar 1876 in Beckenham, Greater London; † 3. Oktober 1969 in Blewbury, Oxfordshire) war ein britischer Ruderer und Olympiasieger im Achter.
Burnell gehörte dem Leander Club an. Seine Ausbildung erhielt er in Eton und dann auf dem Magdalen College in Oxford. Von 1895 bis 1898 gewann er als Mitglied der Crew von Oxford viermal das Boat Race gegen den Achter aus Cambridge. Bei der Henley Royal Regatta gewann er von 1898 bis 1901 den Achter-Wettbewerb und von 1898 bis 1900 auch den Wettbewerb im Vierer mit Steuermann. Bei der in Henley ausgetragenen olympischen Regatta 1908 siegte Burnell mit dem Achter des Leander Club im Finale gegen das belgische Großboot.
Im Ersten Weltkrieg war Burnell Captain im Schützenregiment London Rifle Brigade. Gegen Ende des Krieges wurde er mit dem Distinguished Service Order ausgezeichnet. Nach dem Krieg kehrte er in die Börsenmaklerfirma seiner Familie zurück. Er war 35 Jahre Vorsitzender des Rural District Council in Wokingham und wurde 1954 für seine ehrenamtliche Arbeit in Berkshire mit dem Offizierskreuz des Order of the British Empire ausgezeichnet.
Sowohl sein Sohn Richard Burnell (1939) als auch sein Enkel Peter (1962) nahmen einmal am Boat Race teil. Richard Burnell gewann 1948 im Doppelzweier auf der gleichen Regattastrecke wie sein Vater 1908 eine olympische Goldmedaille.